# أوكسي ثلاثي فلوريد الفاناديوم
 أوكسي ثلاثي فلوريد فاناديوم خماسي مركب كيميائي له الصيغة VOF3 ، ويكون على شكل بلورات صفراء فاتحة .